# Carebara langi
Carebara langi é uma espécie de inseto do gênero Carebara, pertencente à família Formicidae.